# Thomas Dyani
Thomas Dyani (* 1964 in Kopenhagen als Thomas Akuru) ist ein dänisch-nigerianischer Perkussionist und Sänger, der auch unter dem Namen Thomas Dyani-Akuru auftritt.

## Leben und Wirken
Dyani wuchs in Nigeria auf, bevor er siebenjährig mit seiner Mutter nach Dänemark zurückkehrte. Dort wurde 1972 der Musiker Johnny Dyani sein Stiefvater, der ihn in die Jazzmusik einführte. An dessen Produktion Africa (1984) war er beteiligt. Dann spielte er mehrere Alben mit Pierre Dørges Jungle Orchestra ein und gehörte 1987 zu Ginger Bakers African Force.
1988 ging er nach Kuba, um eine systematische Ausbildung als Perkussionist nachzuholen. Während der 1990er Jahre lebte er in London, wo er mehrfach mit Incognito aufnahm und tourte und mit so unterschiedlichen Musikern wie Paul Young, Caron Wheeler (Soul II Soul), Ladysmith Black Mambazo oder Tim Finn (Crowded House) spielte. Auch sang er bei Inner Shade und Shakira. Weiterhin leitete er die Schlagwerk-Sektion in der Londoner Aufführung von The Lion King. Seit 2004 gehörte er zu Mezzoforte. Er ist auch auf Alben von Courtney Pine, Jason Rebello, David Garrett, Lafayette Harris oder Count Basic zu hören. 2010 nahm er am Eröffnungskonzert zur Fußball-Weltmeisterschaft 2010 teil.